# Джон О'Кийф
 Джон О'Кийф (на английски: John O'Keefe) е американско-британски биолог; носител на Нобелова награда за физиология или медицина (2014 г.).

## Биография
Роден е на 18 ноември 1939 година в Ню Йорк в семейство на ирландски имигранти. Получава бакалавърска степен в Нюйоркския градски колеж, а след това – магистърска и докторска (1967) в Университета „Макгил“ в Монреал. Малко след това се установява в Лондон, като основната част от кариерата му преминава в Университетски колеж Лондон. Работи главно в областта на невронауката и през 2014 година получава Нобелова награда за физиология или медицина, съвместно с Май-Брит Мосер и Едвард Мосер, за откритите от тях клетки, образуващи позиционираща система в мозъка.